# Walckenaeria placida
Walckenaeria placida är en spindelart som först beskrevs av Banks 1892.  Walckenaeria placida ingår i släktet Walckenaeria och familjen täckvävarspindlar. Inga underarter finns listade i Catalogue of Life.